# Джеймс Макгі (тенісист)
Джеймс Макгі (нар. 10 червня 1987) — колишній ірландський тенісист.
Найвищу одиночну позицію світового рейтингу — 146 місце досяг 22 червня 2015, парну — 430 місце — 17 травня 2010 року.
Завершив кар'єру 2017 року.

## Фінали ATP Челленджер і ITF Ф'ючерс

### Одиночний розряд: 12 (5–7)
| ATP Челленджер (1–2) |
| ITF Ф'ючерс (4–5)    |

| Результат | В-П | Дата     | Турнір                   | Рівень     | Покриття | Суперник              | Рахунок                 |
| --------- | --- | -------- | ------------------------ | ---------- | -------- | --------------------- | ----------------------- |
| Поразка   | 0–1 | Жов 2008 | Ретимно, Греція          | Ф'ючерс    | Килим    | Даніел Данилович      | 6–4, 4–6, 3–6           |
| Поразка   | 0–2 | Чер 2011 | Мадрид, Іспанія          | Ф'ючерс    | Тверде   | Арно-Брюге Даві       | 5–7, 7–6(7–3), 6–7(0–7) |
| Поразка   | 0–3 | Лип 2011 | Рабат, Марокко           | Ф'ючерс    | Ґрунт    | Мехді Зіяді           | 4–6, 4–6                |
| Перемога  | 1–3 | Лип 2011 | Дублін, Ірландія         | Ф'ючерс    | Килим    | Шарль-Антуан Брезак   | 6–3, 6–3                |
| Перемога  | 2–3 | Бер 2012 | Манама, Бахрейн          | Ф'ючерс    | Тверде   | Хорді Сампер-Монтанья | 6–4, 6–4                |
| Перемога  | 3–3 | Чер 2012 | Мелілья, Іспанія         | Ф'ючерс    | Тверде   | Мохамед Сафват        | 6–3, 7–5                |
| Поразка   | 3–4 | Січ 2013 | Ейлат, Ізраїль           | Ф'ючерс    | Тверде   | Їржі Веселий          | 2–6, 4–6                |
| Поразка   | 3–5 | Лют 2013 | Браунсвілл, США          | Ф'ючерс    | Тверде   | Рік де Вуст           | 6–7(6–8), 1–6           |
| Перемога  | 4–5 | Сер 2013 | Лібревіль, Габон         | Ф'ючерс    | Тверде   | Джіван Недунчежіян    | 6–4, 7–6(7–4)           |
| Поразка   | 0–1 | Бер 2015 | Сан-Луїс-Потосі, Мексика | Челленджер | Ґрунт    | Гідо Пелья            | 3–6, 3–6                |
| Поразка   | 0–2 | Кві 2015 | Саванна, США             | Челленджер | Ґрунт    | Чон Хьон              | 3–6, 2–6                |
| Перемога  | 1–2 | Вер 2016 | Кері, США                | Челленджер | Тверде   | Ернесто Ескобедо      | 1–6, 6–1, 6–4           |

### Парний розряд: 11 (5–6)
| ATP Челленджер (0–1) |
| ITF Ф'ючерс (5–5)    |

| Результат | В-П | Дата     | Турнір                        | Рівень     | Покриття   | Партнер                | Суперники                            | Рахунок               |
| --------- | --- | -------- | ----------------------------- | ---------- | ---------- | ---------------------- | ------------------------------------ | --------------------- |
| Перемога  | 1–0 | Жов 2008 | Ретимно, Греція               | Ф'ючерс    | Килим      | Йоан-Александру Кожану | Паріс Гемухідіс Богдан-Віктор Леонте | 6–4, 6–2              |
| Перемога  | 2–0 | Лют 2009 | Берггайм, Австрія             | Ф'ючерс    | Килим (i)  | Їржі Кркошка           | Кевін Деден Баштіан Кніттель         | 6–3, 6–7(6–8), [10–4] |
| Перемога  | 3–0 | Тра 2009 | Ньюкасл, Велика Британія      | Ф'ючерс    | Ґрунт      | Колін О'Браєн          | Нік Кавадей Баррі Кінґ               | 6–4, 6–4              |
| Поразка   | 3–1 | Сер 2009 | Москва, Росія                 | Ф'ючерс    | Ґрунт      | Романо Франтзен        | Іван Аніканов Артем Смірнов          | 3–6, 4–6              |
| Перемога  | 4–1 | Лис 2009 | Кардіфф, Велика Британія      | Ф'ючерс    | Тверде (i) | Баррі Кінґ             | Тім Бредшоу Александер Слабінскі     | 6–4, 7–6(7–3)         |
| Поразка   | 4–2 | Лют 2010 | Сараєво, Боснія               | Ф'ючерс    | Килим      | Колін О'Браєн          | Кріс Ітон Домінік Інглот             | walkover              |
| Поразка   | 4–3 | Кві 2010 | Анже, Франція                 | Ф'ючерс    | Ґрунт (i)  | Олів'є Шарруен         | Шарль-Антуан Брезак Венсан Стуфф     | 4–6, 1–6              |
| Поразка   | 4–4 | Лип 2011 | Дублін, Ірландія              | Ф'ючерс    | Килим      | Джеймс Класкі          | Альбано Оліветті Ніл Скупскі         | 6–7(4–7), 3–6         |
| Перемога  | 5–4 | Бер 2012 | Манама, Бахрейн               | Ф'ючерс    | Тверде     | Сем Беррі              | Джеремі Ян Меттью Шорт               | 7–5, 4–6, [10–8]      |
| Поразка   | 5–5 | Лип 2012 | Дублін, Ірландія              | Ф'ючерс    | Килим      | Хайме Пульгар-Гарсія   | Альбано Оліветті Елі Руссе           | 3–6, 4–6              |
| Поразка   | 0–1 | Лип 2014 | Lexington Challenger, Мексика | Челленджер | Тверде     | Чейз Б'юкенен          | Пітер Поланскі Аділ Шамасдін         | 4–6, 2–6              |

## Досягнення в одиночних змаганнях
| W | Ф | ПФ | ЧФ | #Р | КТ | К# | DNQ | A | NH |

| Турнір                                 | 2008 | 2009 | 2010 | 2011 | 2012 | 2013 | 2014 | 2015 | 2016 | 2017 | 2018 | В-П  |
| -------------------------------------- | ---- | ---- | ---- | ---- | ---- | ---- | ---- | ---- | ---- | ---- | ---- | ---- |
| Турніри Великого шлему                 |      |      |      |      |      |      |      |      |      |      |      |      |
| Відкритий чемпіонат Австралії з тенісу |      |      |      |      |      |      | К1р  | К2р  | К3р  | К3р  |      | 0–0  |
| Відкритий чемпіонат Франції з тенісу   |      |      |      |      |      |      | К3р  | К1р  |      | К1р  |      | 0–0  |
| Вімблдонський турнір                   |      |      |      |      |      | К1р  | К1р  | К1р  |      | К2р  |      | 0–0  |
| Відкритий чемпіонат США з тенісу       |      |      |      |      |      |      | 1р   |      |      | К1р  |      | 0–1  |
| Загальна статистика                    |      |      |      |      |      |      |      |      |      |      |      |      |
| Разом виграшів–поразок                 | 0–0  | 0–1  | 2–2  | 1–0  | 3–0  | 1–2  | 2–1  | 0–3  | 0–1  | 0–0  | 0–0  | 9–10 |
| Рейтинг на кінець року                 | 579  | 514  | 655  | 364  | 346  | 242  | 200  | 202  | 194  | 366  |      |      |